# Ernst Scheidegger

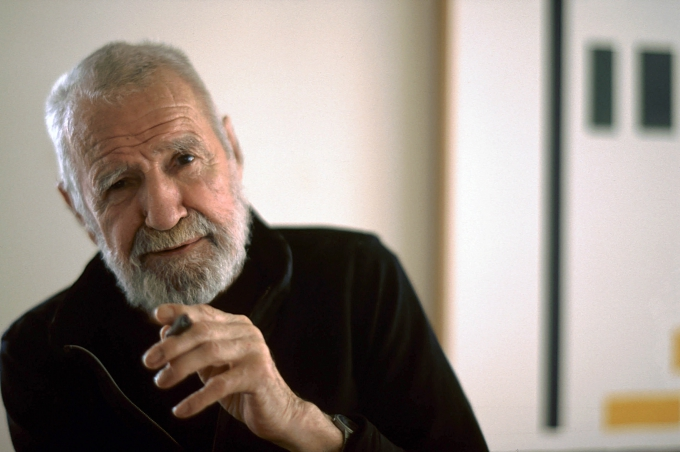
Ernst Scheidegger (2012), fotografiert von Monica Boirar

Ernst Scheidegger (* 30. November 1923 in Rorschach; † 16. Februar 2016 in Zürich) war ein Schweizer Fotograf, Maler, Grafiker und Verleger. Er gilt als einer der bedeutendsten Fotografen des 20. Jahrhunderts.

## Leben und Wirken

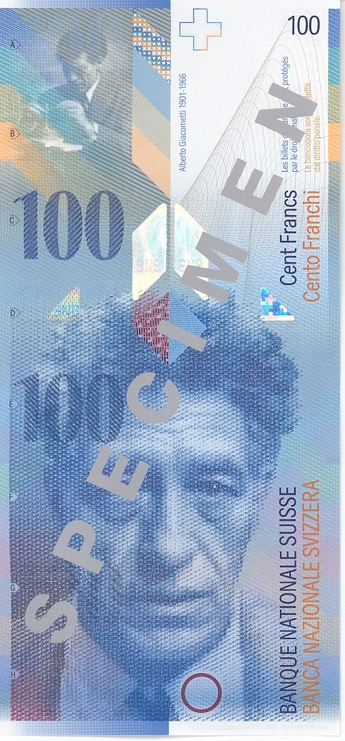
Antlitz des Künstlers Alberto Giacometti, auf der Schweizer 100-Franken-Banknote, herausgegeben 1998, fotografiert von Ernst Scheidegger

Ernst Scheidegger besuchte in Zürich bei Hans Finsler und Alfred Willimann die Fotoklasse. Er war Assistent von Werner Bischof, mit dem er befreundet war.
Als Fotograf und Freund ging Ernst Scheidegger im Pariser Atelier Alberto Giacomettis ein und aus. Als Bildreporter bereiste er für die Fotoagentur Magnum die arabische Welt, Indien und den Fernen Osten. Als Scheidegger 1954 die Indienreise Chruschtschows begleitete, sprang Robert Capa statt seiner für die Berichterstattung aus dem Indochinakrieg ein.

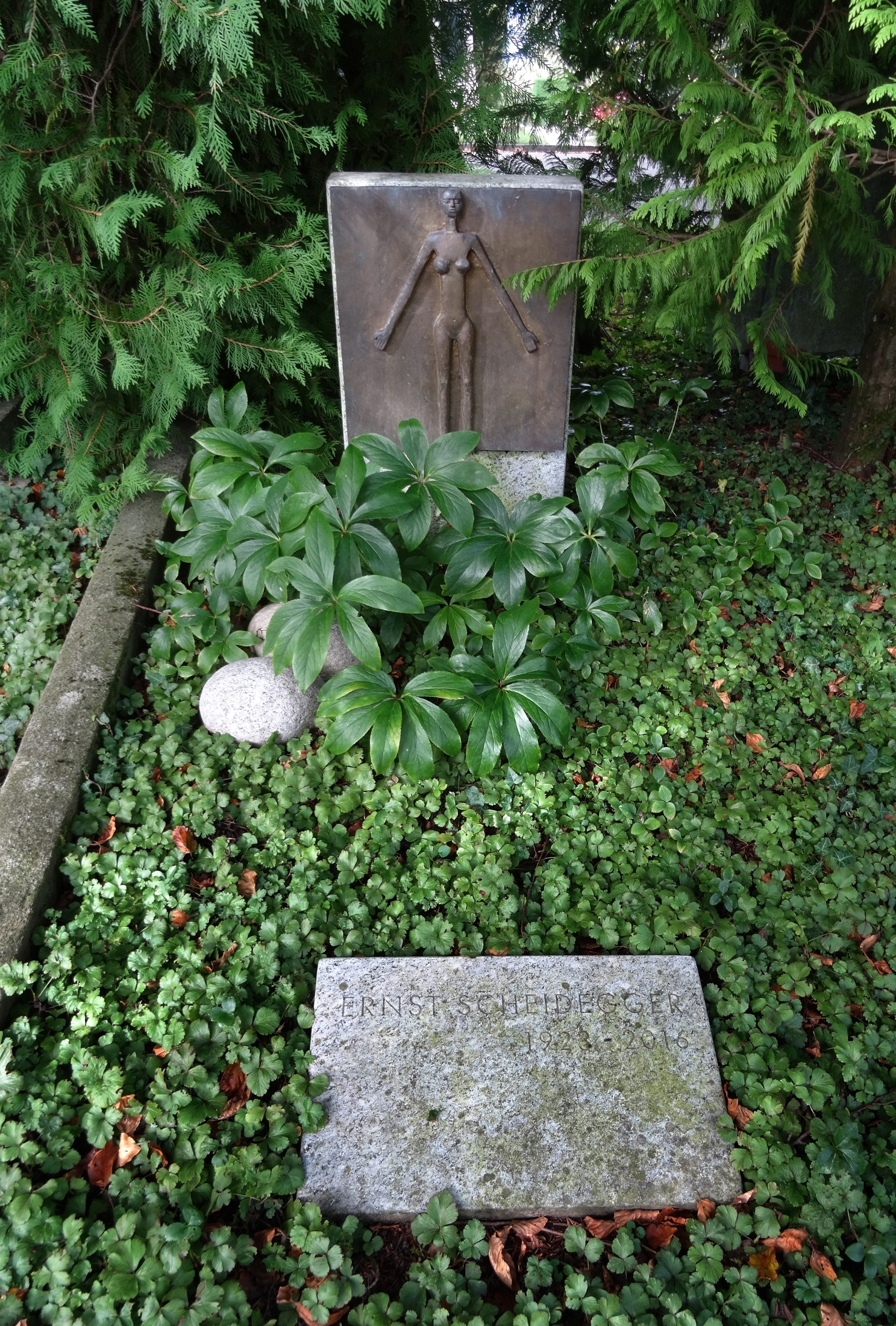
Grab, Friedhof Enzenbühl, Zürich

Als Künstler brachten ihn seine Arbeiten mit Fernand Léger, Cartier-Bresson, Max Bill, Richard Paul Lohse und Man Ray zusammen. Bereits seit dem Jahr 1943 machte er Aufnahmen von Alberto Giacomettis Ateliers in Maloja, Stampa und Paris und veröffentlichte diese 1958 als Buch zusammen mit dessen autobiografischen und dichterischen Texten im Arche Verlag. Einige seiner Fotografien von Alberto Giacometti waren im Jahr 2008 in der Craig Krull Gallery in Santa Monica, Kalifornien, ausgestellt.
Scheidegger arbeitete von 1959 bis 1960 als Dozent für visuelle Gestaltung an der Hochschule für Gestaltung in Ulm. Er realisierte zahlreiche eigene Filme und arbeitete zudem mit den Filmregisseuren Gregory Ratoff und John Huston (Moby Dick) zusammen. Als Nachfolger von Gotthard Schuh amtete er von 1960 bis 1988 als Bildredaktor der Wochenendbeilage der Neuen Zürcher Zeitung.
1962 gründete er den «Verlag Ernst Scheidegger»; als erstes Buch erschien die deutsche Übersetzung von Jean Genets Essay L’Atelier d’Alberto Giacometti unter dem Titel Alberto Giacometti mit Zeichnungen des Künstlers und Fotografien von Scheidegger. Diesem folgten später zahlreiche weitere Publikationen über Giacometti und weitere bedeutende Künstler. Seit 1997 firmiert der Verlag als «Verlag Scheidegger und Spiess».
Scheideggers Sammlung von 87 Originalabzügen seiner Kollegen aus der Magnum-Zeit erwarb 2013 das Museum Folkwang Essen. Anlässlich seines 90. Geburtstags zeigte das Museum eine Auswahl aus seiner Sammlung mit Fotografien von Werner Bischof, Robert Capa, Henri Cartier-Bresson, Ernst Haas, George Rodger, Ruth Orkin, David Seymour und Ernst Scheidegger.
Im Jahr 2010 gründete Ernst Scheidegger die Stiftung Ernst Scheidegger-Archiv, welche die Urheber- und Nutzungsrechte an seinem Werk wahrnimmt.
Ernst Scheidegger fand seine letzte Ruhestätte auf dem Friedhof Enzenbühl in Zürich.

## Auszeichnungen
- 1966: Qualitätsprämie des Eidgenössischen Departements des Innern für hervorragende Filme für den Film Alberto Giacometti
- 1968: Filmpreis der Stadt Zürich für den Film „Alberto Giacometti“
- 2001: Officier de l'Ordre des Arts et des Lettres
- 2003: Heinrich-Wölfflin-Medaille der Stadt Zürich für Kunstvermittlung
- 2011: Grosser Designpreis der Schweizerischen Eidgenossenschaft für Fotografie[6]
- 2013: Goldene Ehrenmedaille des Kantons Zürich

## Einzelausstellungen (Auswahl)
- 1992: Ernst Scheidegger. Photograph, Cineast, Bildredaktor, Maler, Verleger und Galerist. Kunsthaus Zürich, Schweizerische Stiftung für die Photographie
- 1993: Ernst Scheidegger. Joan Miró. Stadthaus Zürich, Zum 100. Geburtstag von Joan Miró.
- 1999: Einblicke. Galerie Kornfeld, Zürich.
- 2003: 70 anni Ernst Scheidegger. 70 Jahre Ernst Scheidegger. Torre Belvedere, Maloja.
- 2013: Ernst Scheidegger zum 90. Geburtstag. Kunsthaus Zürich.[7][8][9]
- 2023: Ernst Scheidegger. Fotograf. Kunsthaus Zürich, 27. Oktober 2023 – 21. Januar 2024.[10]
- 2024: Auge in Auge. Hommage an Ernst Scheidegger. Museo d’arte della Svizzera italiana, 18. Februar 2024 – 21. Juli 2024[11]
- 2025: Ernst Scheidegger e la Bregaglia  und das Bergell. Museo Ciäsa Granda, Stampa, Bregaglia, 31. Mai – 19. Oktober 2025

## Publikationen (Auswahl)
- Marino Marini. Zeichnungen, Photos, Bekenntnisse. Arche, Zürich 1959.
- Dichtende Maler, malende Dichter. 3. August – 20. Oktober 1957. Ausstellungskatalog. Kunstverein St. Gallen. Die Arche, Zürich 1957, DNB 454323344 (Eine Anthologie mit 180 Abbildungen von Goethe, Gottfried Keller, Eichendorff bis zu Hermann Hesse, Garcia Lorca und Friedrich Dürrenmatt. Mit Gedichten von Modigliani u. a. Vom Kunstverein St. Gallen veranstaltete Ausstellung Malende Dichter – dichtende Maler, gestaltet von Ernst Scheidegger).
- Spuren einer Freundschaft. Scheidegger und Spiess, Zürich 1990, ISBN 3-85881-059-2.
  - Alberto Giacometti: Spuren einer Freundschaft. Überarb. Neuaufl. Scheidegger und Spiess, Zürich 2013, ISBN 978-3-85881-349-7 (deutsch und englisch).
- Spuren einer Begegnung, Joan Miró in Katalanien. Zürich 1993, ISBN 978-3-85881-074-8.
  - Spanische Übersetzung: Joan Miró a Cataluny, huellas de un encuentro. Maeght, Paris 1993, ISBN 2-86941-230-4.
  - Englische Übersetzung: Joan Miró in Catalonia, traces of an encounter. Maeght, Paris 1994.
  - Chinesische Übersetzung: Giacometti, Huang Qi zhu. China Renmin University Press, Beijing 2004, ISBN 978-7-300-05320-2.
- Einblicke, Begegnungen mit Künstlern des 20. Jahrhunderts. Fotografien von Ernst Scheidegger. Text: Peter Zeindler. Zürich 1999, ISBN 978-3-85881-115-8.
- Alberto Giacometti. Text: Jean Genet. Mit Zeichnungen von Alberto Giacometti und Fotografien von Ernst Scheidegger. Unveränderte Neuausgabe, Zürich 2004, ISBN 978-3-85881-051-9.
- Alberto Giacometti – Skulpturen in Gips. Mit einem Beitrag von Christian Klemm, Zürich 2006, ISBN 978-3-85881-177-6.
- Chandigarh 1956. Le Corbusier, Pierre Jeanneret, Jane B. Drew, E. Maxwell Fry, Fotografien von Ernst Scheidegger. Mit Texten von Maristella Casciato, Verena Huber Nievergelt, Stanislaus von Moos und Ernst Scheidegger Zürich 2010, ISBN 978-3-85881-222-3.
- Ernst Scheidegger und das Bergell. Texte: Jakob Messerli, Stiftung Museum Ciäsa Granda und Atelier Giacometti (Hrsg.), Deutsch und Italienisch, Verlag Scheidegger & Spiess, Zürich 2025, ISBN 978-3-03942-299-9.

## Film
- Bilderwelt – Weltbilder. Video mit und über Ernst Scheidegger von Franziska Wirz und Otmar Schmid. 2002.